# Dudley Storey
Dudley Leonard Storey (ur. 27 listopada 1939 w Wairoa, zm. 6 marca 2017 w Auckland) – nowozelandzki wioślarz, dwukrotny medalista olimpijski.

## Kariera
Wystąpił na igrzyskach olimpijskich w Tokio w 1964, gdzie w czwórkach ze sternikiem zajął ósme miejsce. Na rozgrywanych cztery lata później igrzyskach olimpijskich w Meksyku osada Nowej Zelandii w składzie: Dick Joyce, Dudley Storey, Ross Collinge, Warren Cole i Simon Dickie (sternik) zdobyła złoty medal w czwórkach ze sternikiem. W wyścigu finałowym o 2,58 sekundy wyprzedzili osadę NRD i a o 3,42 sekundy osadę Szwajcarii. Był to pierwszy złoty medal dla Nowej Zelandii w wioślarstwie. Brał też udział w igrzyskach olimpijskich w Monachium w 1972, startując w czwórkach bez sternika. Wspólnie z Dickiem Tonksem, Rossem Collinge i Noelem Millsem zdobył srebrny medal, przegrywając z osadą NRD o 1,37 sekundy.
Ponadto zdobył brązowy medal ósemkach na mistrzostwach świata w St. Catharines (1970).
Zdobywał tytuły mistrza Nowej Zelandii w ósemce oraz czwórce. Po zakończeniu kariery był działaczem i w tej roli brał między innymi udział w Letnich Igrzyskach Olimpijskich 1984. Poza tym był również trenerem wioślarstwa w Baradene College.
W 1983 został odznaczony Orderem Imperium Brytyjskiego. Zmarł w 2017 na stwardnienie zanikowe boczne.